# 던스리버 폭포

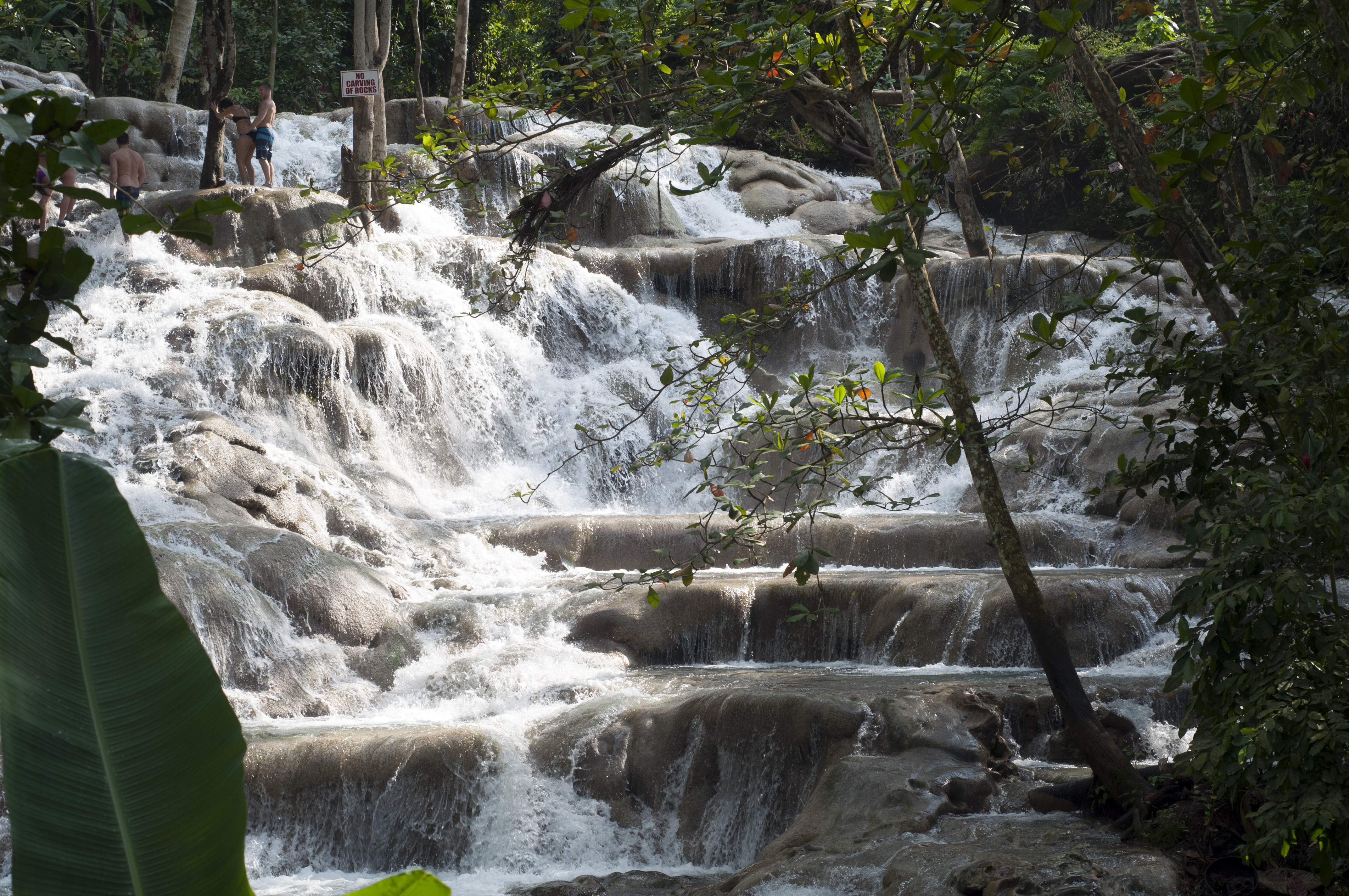
던스리버 폭포.

던스리버 폭포(Dunn's River Falls)는 자메이카 세인트앤구 오초리오스 주변에 위치한 유명한 폭포의 하나로, 한 해에 수천 명의 방문객이 모이는 관광지이다.